# Ari Behn
Ari Behn, właśc. Ari Mikael Bjørshol (ur. 30 września 1972 w Århus, zm. 25 grudnia 2019 w Lommedalen) – norweski pisarz i dramaturg. W latach 2002–2017 mąż księżniczki Norwegii Marty Ludwiki.
Jego książki były tłumaczone na język: szwedzki, duński, niemiecki, węgierski, islandzki oraz francuski.

## Życiorys
Urodził się w Århus, w Danii jako najstarszy syn Olava Bjørshola (ur. 1952) i Marianne Solberg (ur. 1953). Miał dwójkę młodszego rodzeństwa: siostrę Anję Sabrinę i brata Espena. Dorastał w Moss w Norwegii, gdzie jego rodzina przeniosła się gdy miał sześć lat.
Studiował historię i religię na Uniwersytecie w Oslo.
W 1996 zmienił nazwisko Bjørshol na nazwisko panieńskie babki ze strony matki Behn. W 1999 zadebiutował jako pisarz, zbiorem opowiadań Trist som faen, spotykając się z przychylnością krytyków i czytelników – sprzedano około 100 tysięcy egzemplarzy.
W 2002 wraz z księżniczką Martą Ludwiką, napisał książkę o swoim ślubie pod tytułem Fra hjerte til hjerte.
W 2011 zadebiutował jako dramaturg ze sztuką Treningstimen w Teatrze Rogaland w Stavanger.
Zmarł śmiercią samobójczą 25 grudnia 2019 w wieku 47 lat.

## Życie prywatne
24 maja 2002 poślubił księżniczkę Norwegii Martę Ludwikę, podczas ceremonii w katedrze Nidaros w Trondheim. Para doczekała się trzech córek:
- Maud Angeliki (ur. 29 kwietnia 2003 w Oslo);
- Leah Isadory (ur. 8 kwietnia 2005 w Fredrikstad);
- Emmy Tallulah (ur. 29 września 2008 w Oslo).

W 2017 Ari Behn i Marta Ludwika rozwiedli się.

## Twórczość
Publikacje książkowe:
- Trist som faen (1999),
- Fra hjerte til hjerte wraz z księżniczką Martą Ludwiką (2002),
- Bakgård (2003),
- Entusiasme og raseri (2006),
- Vivian Seving etc. (2009),
- Talent for lykke (2011),
- Tiger i hagen (2015).

## Odznaczenia
- Medal Jubileuszowy Haralda V 1991–2016 (2016)[8]